# Paolo Segneri
Paolo Segneri (Nettuno, 21 de marzo de 1624 – Roma, 9 de diciembre de 1694) fue un jesuita, escritor y predicador italiano.

## Biografía
Estudió en el Collegio Romano y en 1637 entró en la Compañía de Jesús, a pesar de la oposición de su padre. Entre sus maestros está Sforza Pallavicino. Ordenado sacerdote en 1653, se prepara no solo sobre las Escrituras y sobre los Padres de la Iglesia sino también sobre las oraciones de Cicerón, para adquirir la perfeccionada elocuencia de su prosa.
Maestro de gramática en Pistoia, se ofreció voluntario en las misiones pero permaneció en Italia, predicando primero en las grandes catedrales y después, de 1665 a 1692, también en las simples parroquias. Su Quaresimale fue apreciado por el cardenal Antonio Pignatelli que, posteriormente fue el papa Inocencio XII, lo llamó a predicar en frente de sí y lo hizo teólogo de la Penitenciaria. Su biógrafo Massei afirma que sus Sermones dichos en el Palacio Apostólico tuvieron la admiración del papa y de toda la corte. Es famosa su severa crítica a la "Vida Interior" del Beato Juan de Palafox, una de los obstáculos más grandes que el proceso de canonización del virrey de la Nueva España y obispo de Puebla de los Ángeles y Osma tuvo. Palafox ganó la batalla en 2011.
También es conocido por su oposición al quietismo.

## Obras

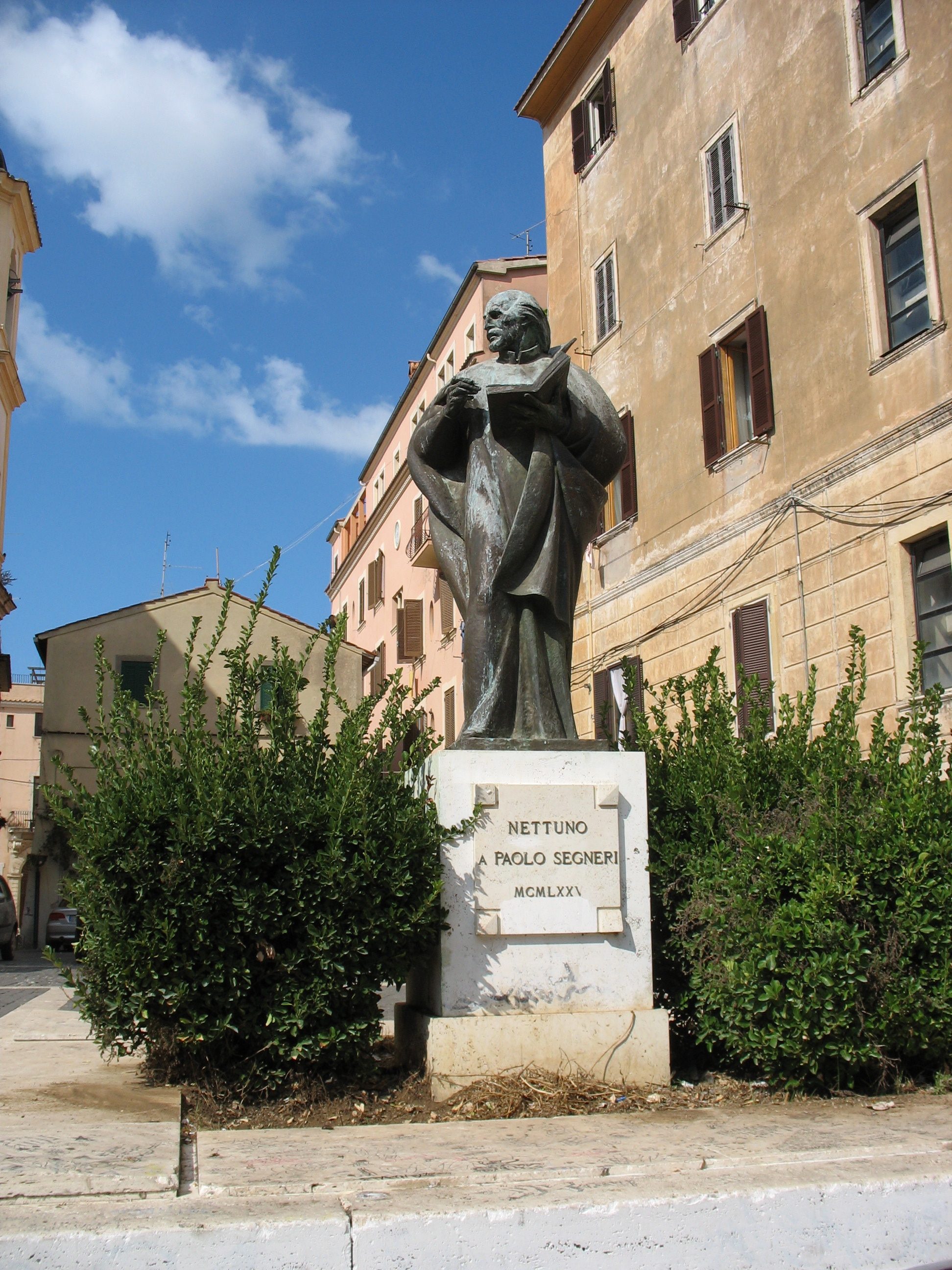
Efigie de Paolo Segneri en la Piazza San Giovanni de Nettuno

El penitente instruido, 1669; El confesor instruido, 1672; Cuaresmal, 1674; El maná del alma, 1683; Panegíricos sagrados, 1684; El cristiano instruido en la su ley, 1686; Sermones dichos en el palacio apostólico, 1694.
Su libro La concordia entre la fatiga y la quietud es considerado uno de los mejores sobre la meditación.
La obra completa fue publicada en Parma en 1701, en Venecia en 1712 - 1758 y en Turín en 1855.